# Mutoid
La Mutoid Waste Company (MWC) ou plus couramment appelée Mutoid (Société des déchets Mutoid en français) est un mouvement artistique contemporain, né au Royaume-Uni, qui récupère certains déchets de la société industrielle contemporaine pour les transformer et leur attribuer un autre rôle.

## Présentation
Fondée par Joe Rush au milieu des années 1980, La Mutoid Waste Company est issue de la Car Breaker Gallery, Frestonia. Influencé par le cinéma Mad Max (Interceptor) et le personnage de bande dessinée britannique Judge Dredd, ce mouvement s’est spécialisé dans l'organisation de Rave party illégales à Londres (Royaume-Uni), d'abord caractérisées par des concerts de musiques éclectiques, allant du reggae Dub au rock psychédélique, mais aussi l'acid house de la fin des années 1980. Il a également été inspiré par la série télévisée britannique Blake's 7, histoire de science fiction montrant des Mutoids l'homme qui avait transformé leur personnalités pour conquérir le monde.
Les Mutoids sont devenus célèbres pour les sculptures gigantesques et bizarres faites d’éléments récupérés et soudés, ainsi que par la rénovation des bâtiments désaffectés où ils logent et stockent leur matériel.
En 1989, après plusieurs descentes de police dans leur siège situé dans le quartier londonien de King's Cross, ils s'installent en Allemagne où ils atteignent une certaine célébrité grâce à des sculptures géantes faites de pièces de voitures anciennes et de machines industrielles.
Au début des années 1990, à la suite d'une démonstration d'objets transformés (Fiat 500 transformées en chariot armée, un camion des années 1950 changé en dinosaure...) dans la petite ville italienne de Santarcangelo di Romagna, le mouvement choisit d'y établir leur siège dans une ancienne carrière le long du fleuve Marecchia et de poursuivre leur activité de recyclage artistique,.
Les premiers objets transformés sont les vieux bus transformés en habitations, puis des objets industriels transformés en machines gigantesques et animées avec de plus en plus de technique. Ces objets sont exhibés dans les foires et fêtes, mais aussi vendus pour assurer leur subsistance.